# Drentski jezik
Drents (ISO 639-3: drt; drente), jedan od službenih jezika u Nizozemskoj, član donjosaksonske jezične podskupine donjonjemačkih jezika. Govori ga nepoznat broj ljudi u sjeveroistočnoj Nizozemskoj u provinciji Drenthe, blizu njemačke granice. Ima dva dijalekta sjevernodrentski (noord-drents) i južnodrentski (zuid-drents). Govornici se služe i nizozemskim.

## Vanjske poveznice
- Ethnologue (14th)
- Ethnologue (15th)